# Mychal Kendricks
(en) Statistiques sur pro-football-reference
Mychal Kendricks (né le 28 septembre 1990 à Fresno en Californie) est un joueur américain de football américain qui évolue en tant que linebacker.

## Biographie

### Carrière universitaire
Il a joué avec les Golden Bears de l'Université de Californie de 2008 à 2011. À sa dernière saison, il est nommé joueur défensif de l'année au sein de la Pac-12 Conference après avoir réalisé 106 plaquages, 3 sacks et 2 interceptions.

### Carrière professionnelle
Il est sélectionné par les Eagles de Philadelphie au 46e rang lors du deuxième tour de la draft 2012 de la NFL. Nommé titulaire en début de saison, il réalise 75 plaquages, un sack et 9 passes déviées à sa première saison professionnelle.
Il remporte le Super Bowl LII avec les Eagles après avoir battu les Patriots de la Nouvelle-Angleterre. Malgré ce triomphe, il demande à être échangé à une autre équipe. Il est finalement libéré par les Eagles en mai 2018.
Il signe en juin 2018 avec les Browns de Cleveland. Il est libéré avant le début de la saison régulière après avoir été accusé de délit d'initié par des procureurs fédéraux. Malgré cette accusation dans laquelle il plaide coupable et risque jusqu'à 25 ans de prison, il signe avec les Seahawks de Seattle le 13 septembre 2018.